# Aci Sant'Antonio

Localització d'Aci Sant'Antonio

Aci Sant'Antonio (sicilià Jaci Sant'Antoniu) és un municipi italià, dins de la ciutat metropolitana de Catània. L'any 2006 tenia 17.188 habitants. Limita amb els municipis d'Aci Bonaccorsi, Aci Catena, Acireale, Valverde, Viagrande i Zafferana Etnea.

## Administració
| Període | Identitat       | Partit      |
| ------- | --------------- | ----------- |
| 2007-   | Giuseppe Cutuli | Centredreta |